# 永乐江镇
永乐江镇为湖南省安仁县所辖镇，安仁县政府驻地；2012年4月13日设立。以以原清溪镇、禾市乡、排山乡、军山乡、城关镇成建制合并设立'永乐江镇'；原清溪镇、禾市乡、排山乡、军山乡、城关镇的行政区域为新设永乐江镇的行政区域。永乐江镇辖45个建制村、4个居委会，总面积358.74平方公里，总人口13.44万人，镇人民政府驻五一北路（原城关镇人民政府驻地）。

## 行政区划
现辖：
城东社区、城西社区、城南社区、城北社区、东周村、东郊村、北郊村、松山村和禾市村。

## 交通
- 吉衡铁路：安仁站、禾市站。